# Kašna se sochou svatého Václava
Kašna se sochou svatého Václava je součástí čtyř soch na Masarykově náměstí v Přešticích, okres Plzeň-jih. Stavba je zapsaná v Ústředním seznamu kulturních památek České republiky.

## Historie
Barokní kašna a sloup uprostřed kašny pocházejí z období konce 18. nebo začátku 19. století. Sochu svatého Václava věnoval městu JUDr. Augustin Brauner jako poděkování za zvolení prvním přeštickým poslancem do Říšského sněmu v roce 1848. V roce 2010 byla kašna v rámci revitalizace náměstí opravena. Na obrubu kašny a na chrliče byla v roce 2010 přidána přeštická prasátka.

## Popis
Barokní kašna se středovým sloupem a sochou světce je umístěna uprostřed náměstí. V úrovni náměstí je posazena žulová nádrž čtvercového půdorysu s okosenými rohy a se dnem ze žulových desek. Po obvodu stěny obíhá vystouplý pás s profilovanou svrchní římsou. Uprostřed na hranolovém soklu je postaven žulový komolý jehlan ukončený profilovanou hlavicí a krycí deskou. Pod hlavicí na čelní straně je na konzole zavěšena lucerna. Ve spodní části sloupu z bočních stěn vystupují chrliče, na nich jsou přeštická prasátka. Pískovcová socha sv. Václava stojí na krycí desce v kontrapostu, oděná v brnění, plášť a knížecí čepici. Levou rukou se opírá o štít a v pravé ruce vystrčené dopředu drží praporec.
Na vnitřní straně štítu je nápis:
1867 přeštickým Dr. Brauner, mod. Weselý v Praze, shot. Blažek v Litomyšli.